# Földiméhek
A földiméhek (Melittidae) a méhalkatúak öregcsaládjának (Apoidea), a méhfélék (Apidae) családjának egyik alcsaládja 14 nemmel.

## Származásuk, elterjedésük
A kisebb fajszámú méhcsaládok közé tartozik. Föltehetőleg az egykori Laurázsia szuperkontinensen alakult ki, majd Afrika és Európa ütközése után egyes képviselői átjutottak Afrikába (Marokkóba). Ausztráliába egy faj települt át.

## Megjelenésük, felépítésük
Egyes fajok — főleg a Dasypoda nem fajainak — 3. lábán nagyon erősen fejlett a virágporgyűjtő kosárka (corbiculum)

## Életmódjuk, élőhelyük
A gatyásméh (Dasypoda) nem egy faja kivételével magányosan élnek. Amint erre magyar nevük utal, általában a talajban (ritkábban fában) fészkelnek.
Ivadékbölcsőiket a Dufour-mirigy váladékával és alkil-butanoáttal bélelik.
A félgömbhasú méh (Macropis) nem fajai speciális szőreikkel növényi illóolajokat gyűjtenek be.

## Rendszerezésük
A családba az alábbi alcsaládok, nemzetségek és nemek tartoznak:
- gatyásméhformák (Dasypodainae) alcsalád
  - gatyásméh-rokonúak (Dasypodaini) nemzetség
    - gatyásméh (Dasypoda)
    - Eremaphanta
    - Hesperapis

  - Promelittini nemzetség
    - Afrodasypoda
    - Promelitta

  - Sambini nemzetség
    - Haplomelitta
    - Samba
- Meganomiinae alcsalád 	
  - Ceratomonia
  - Meganomia
  - Pseudophilanthus
  - Uromonia
- Melittinae alcsalád
  - félgömbhasú méh (Macropis)
  - Melitta
  - Rediviva
  - Redivivoides